# Irynarch (Tymčuk)
Irynarch (světským jménem: Denys Ivanovyč Tymčuk; * 3. srpna 1987, Novhorodske) je ukrajinský duchovní Ukrajinské pravoslavné církve Moskevského patriarchátu, biskup novopskovský a vikář severodoněcké eparchie.

## Život
Narodil se 3. srpna 1986 v Novhorodske (dnes Ňju-Jork).
Po střední škole nastoupil na Kyjevský duchovní seminář. Dne 12. prosince 2010 byl arcibiskupem Mytrofanem (Jurčukem) postřižen na monacha se jménem Irynarch na počest svatého Irinarcha ze Sebaste. Dne 26. prosince 2010 jej biskup Nykodym (Baranovskyj) rukopoložil na jerodiákona a 14. ledna 2011 arcibiskup Mytrofan na jeromonacha. Stal se klerikem katedrálního chrámu Proměnění Páně ve městě Bila Cerkva.
Dne 18. září 2012 přešel do kléru luhanské eparchie. Zde byl jmenován do služby katedrálního chrámu svatých Petra a Pavla v Luhansku a ekonomem eparchiální správy. Od stejného roku studoval na Kyjevské duchovní akademii.
Dne 3. února 2013 přešel do kléru severodoněcké eparchie. Byl jmenován duchovním v katedrálním chrámu Narození Krista v Severodoněcku a blagočinným Severodoněckého okruhu. Dne 30. května 2013 byl povýšen na archimandritu. Od 17. dubna 2014 byl sekretářem eparchie a o rok později byl ustanoven předsedou Revizní komise. Dne 5. dubna 2019 byl jmenován představeným Uspenského chrámu v Rubižne.
Dne 17. srpna 2020 jej Svatý synod Ukrajinské pravoslavné církve zvolil biskupem novopskovským a vikářem severodoněcké eparchie. Biskupská chirotonie proběhla 28. srpna v Kyjevskopečerské lávře. Hlavním světitelem byl metropolita kyjevský a celé Ukrajiny Onufrij (Berezovskyj).